# Jidostinatelep
Jidostinatelep románul: Jidoștina, falu Romániában, Erdélyben, Fehér megyében.

## Fekvése
Szászsebestől délre fekvő település.

## Története
Jidostinatelep nevét 1956-ban említette először oklevél Jidostinatelep (Şugag-Jidostina) néven, mint Sugág tartozékát. Ez évben vált külön 202 lakossal.
1966-ban 185, 1977-ben 177 román lakosa volt. 1992-ben 138 lakosából 137 román, 1 magyar volt. 2002-ben 84 román lakosa volt.